# Liên bang Rhodesia và Nyasaland
Liên bang Rhodesia và Nyasaland (tiếng Anh: Federation of Rhodesia and Nyasaland), còn gọi là Liên bang Trung Phi (CAF), là một liên bang bán độc lập của ba lãnh thổ tại miền nam châu Phi – thuộc địa tự trị Nam Rhodesia và các lãnh thổ bảo hộ Bắc Rhodesia và Nyasaland – của Đế quốc Anh, tồn tại từ năm 1953 đến năm 1963.
Liên bang được thành lập vào ngày 1 tháng 8 năm 1953. Một toàn quyền đóng vai trò trung tâm trong liên bang, đây là người đại diện cho Nữ vương Anh. Một đặc điểm gây chú ý và lạ thường là Ban sự vụ người Phi, được lập để bảo vệ các lợi ích của người Phi, đặc biệt là liên bang đến lập pháp. Tình trạng hiến pháp của ba lãnh thổ không bị tác động, dù các đạo luật nhất định áp dụng cho Liên bang với tư cách là bộ phận lãnh địa và một thuộc địa của Nữ vương Anh. Kinh tế chưa từng là vấn đề khiến Liên bang thất bại mà đó thuần túy chỉ do chính trị: phản đối kiên quyết và gia tăng của các cư dân người Phi.
Những người cai trị của các quốc gia châu Phi da đen mới thống nhất trong ý muốn kết thúc chủ nghĩa thực dân tại châu Phi. Do hầu hết thế giới thoát khỏi chủ nghĩa thực dân vào cuối thập niên 1950 và đầu thập niên 1960, Anh Quốc phải chịu áp lực phi thực dân hóa từ cả Liên Hợp Quốc và Organization of African Unity (OAU). Các tổ chức này ủng hộ nguyện vọng của những người dân tộc chủ nghĩa châu Phi da đen và tán thành yêu sách của họ là nhân danh cho nhân dân.
Liên bang chính thức kết thúc vào ngày 31 tháng 12 năm 1963. Năm 1964, một thời gian ngắn sau khi giải thể, Bắc Rhodesia trở thành một nước cộng hòa độc lập với tên gọi Zambia còn Nyasaland trở thành một vương quốc Thịnh vượng chung độc lập có tên gọi Malawi. Năm 1965, Nam Rhodesia đoạn tuyệt với luật pháp Anh Quốc và đơn phương tuyên bố độc lập với tên gọi Rhodesia.